# Академическая гребля на летних Олимпийских играх 2024 — одиночки (мужчины)
Соревнования мужчин в гребле на лодка-одиночках на летних Олимпийских играх 2024 года прошли с 27 июля по 3 августа 2024 года на Национальном олимпийском водном стадионе региона Иль-де-Франс в пригороде Парижа Вер-сюр-Марн.

## Формат соревнований
Класс одиночек относится к парным классам академической гребли, то есть гребец использует два весла, по одному с каждой стороны лодки. Олимпийские соревнования проводятся в несколько раундов. Первый раунд состоит из шести заездов. Первые три участника из каждого заезда выходят в четвертьфинал, остальные проходят в утешительные заезды. Утешительный заезд – это раунд, который дает гребцам второй шанс пройти в четвертьфинал. Две лучшие лодки в каждом утешительном заезде проходят в четвертьфинал, остальные – в полуфинал E/F.
Четыре четвертьфинала – второй этап для гребцов, которые борются за медали. Место в четвертьфинальных заездах определяет, в каком полуфинале будет участвовать лодка. Три лучших участника в каждом четвертьфинале проходят в полуфинал A/B, а три худшие – в полуфинал C/D.
Четвертый раунд состоит из шести полуфиналов (A/B, C/D и E/F). В каждом полуфинале три лодки, занявшие лучшие места, проходят в лучший из двух финалов, в то время как три лодки, занявшие худшие места, проходят в худший из двух возможных финалов.
Пятый и заключительный раунд – это финал. В каждом финале определяется итоговое положение участников. В финале А определяются призеры, а также места с 4 до 6-го. В финале В участники занимают места с 7-го по 12-е, в финале С – с 13-го по 18-е и так далее. Таким образом, чтобы завоевать медаль, гребцы должны финишировать в тройке лучших в своем заезде (или в двух лучших в утешительном заезде), в тройке лучших в четвертьфинале и в тройке лучших в полуфинале A/B, чтобы выйти в финал A.

## Расписание
Соревнования продолжались в течение восьми дней. Указанное время ниже время – это время начала сессии; в течение сессии могут проводиться заезды в нескольких классах судов по академической гребли.
Время начала соревнований указано местное (UTC+2)
| Дата                     | Время | Раунд               |
| ------------------------ | ----- | ------------------- |
| Суббота 27 июля 2024     | 9:00  | Заезды              |
| Воскресенье 28 июля 2024 | 9:36  | Утешительные заезды |
| Понедельник 29 июля 2024 | 9:30  | Полуфиналы E/F      |
| Вторник 30 июля 2024     | 10:10 | Четвертьфиналы      |
| Среда 31 июля 2024       | 9:54  | Полуфиналы C/D      |
| Четверг 1 августа 2024   | 9:50  | Полуфиналы A/B      |
| Пятница 2 августа 2024   | 9:30  | Финал F             |
| Пятница 2 августа 2024   | 9:54  | Финал E             |
| Пятница 2 августа 2024   | 10:18 | Финал D             |
| Суббота 3 августа 2024   | 9:42  | Финал C             |
| Суббота 3 августа 2024   | 10:06 | Финал B             |
| Суббота 3 августа 2024   | 10:30 | Финал A             |

## Призёры
| Золото                  | Серебро                                               | Бронза                    |
| Оливер Цайдлер Германия | Евгений Золотой Индивидуальные нейтральные спортсмены | Симон ван Дорп Нидерланды |

## Результаты

### Заезды
Три лучшие участника из каждого заезда выходят в четвертьфинал, остальные проходят в утешительные заезды.

#### Заезд 1
| Место | Дорожка | Спортсмен             | Страна         | Время   | Примечание |
| ----- | ------- | --------------------- | -------------- | ------- | ---------- |
| 1     | 5       | Том Макинтош          | Новая Зеландия | 6:55.92 | Q          |
| 2     | 1       | Стефанос Дускос       | Греция         | 7:01.79 | Q          |
| 3     | 2       | Абдельхалек эль-Банна | Египет         | 7:05.06 | Q          |
| 4     | 3       | Балрадж Панвар        | Индия          | 7:07.11 | R          |
| 5     | 6       | Владислав Яковлев     | Казахстан      | 7:21.56 | R          |
| 6     | 4       | Андре Матьяш          | Ангола         | 7:52.78 | R          |

#### Заезд 2
| Место | Дорожка | Спортсмен        | Страна    | Время   | Примечание |
| ----- | ------- | ---------------- | --------- | ------- | ---------- |
| 1     | 4       | Михай Кирута     | Румыния   | 6:51.51 | Q          |
| 2     | 5       | Дамир Мартин     | Хорватия  | 6:54.83 | Q          |
| 3     | 1       | Гедрюс Беляускас | Литва     | 7:00.96 | Q          |
| 4     | 6       | Исак Жвегель     | Словения  | 7:01.23 | R          |
| 5     | 2       | Мемо             | Индонезия | 7:19.33 | R          |
| 6     | 3       | Абдалла Ахмед    | Судан     | 7:46.45 | R          |

#### Заезд 3
| Место | Дорожка | Спортсмен             | Страна     | Время   | Примечание |
| ----- | ------- | --------------------- | ---------- | ------- | ---------- |
| 1     | 3       | Симон ван Дорп        | Нидерланды | 6:49.93 | Q          |
| 2     | 5       | Рюта Аракава          | Япония     | 6:51.59 | Q          |
| 3     | 1       | Тим Брис              | Бельгия    | 6:52.35 | Q          |
| 4     | 2       | Сид Али Будина        | Алжир      | 7:02.94 | R          |
| 5     | 6       | Мохамед Тайеб         | Тунис      | 7:10.13 | R          |
| 6     | 4       | Преманут Ваттананусит | Таиланд    | 7:25.76 | R          |

#### Заезд 4
| Место | Дорожка | Спортсмен         | Страна                                | Время   | Примечание |
| ----- | ------- | ----------------- | ------------------------------------- | ------- | ---------- |
| 1     | 4       | Евгений Золотой   | Индивидуальные нейтральные спортсмены | 6:51.45 | Q          |
| 2     | 3       | Джейкоб Плихал    | США                                   | 6:54.95 | Q          |
| 3     | 1       | Лукас Вертейн     | Бразилия                              | 6:54.96 | Q          |
| 4     | 5       | Кантен Антоньелли | Монако                                | 7:02.15 | R          |
| 5     | 2       | Дара Ализаде      | Бермуды                               | 7:23.70 | R          |

#### Заезд 5
| Место | Дорожка | Спортсмен       | Страна   | Время   | Примечание |
| ----- | ------- | --------------- | -------- | ------- | ---------- |
| 1     | 4       | Оливер Цайдлер  | Германия | 6:54.72 | Q          |
| 2     | 3       | Бруно Сетраро   | Уругвай  | 7:04.04 | Q          |
| 3     | 1       | Рейди Кардона   | Куба     | 7:06.45 | Q          |
| 4     | 2       | Стивен Кокс     | Зимбабве | 7:11.98 | R          |
| 5     | 5       | Мохаменд Букрах | Ливия    | 7:37.75 | R          |

#### Заезд 6
| Место | Дорожка | Спортсмен                  | Страна   | Время   | Примечание |
| ----- | ------- | -------------------------- | -------- | ------- | ---------- |
| 1     | 2       | Сверри Нильсен             | Дания    | 6:53.50 | Q          |
| 2     | 5       | Кристиан Василев           | Болгария | 6:56.63 | Q          |
| 3     | 1       | Бендегуз Петервари-Мольнар | Венгрия  | 6:58.76 | Q          |
| 4     | 3       | Чиу Хин Чун                | Гонконг  | 7:00.29 | R          |
| 5     | 4       | Хавьер Инсфран             | Парагвай | 7:14.14 | R          |

### Утешительные заезды
Два лучших участника из каждого заезда выходят в четвертьфинал, остальные проходят в полуфиналы E/F.

#### Утешительный заезд 1
| Место | Дорожка | Спортсмен      | Страна   | Время   | Примечание |
| ----- | ------- | -------------- | -------- | ------- | ---------- |
| 1     | 3       | Исак Жвегель   | Словения | 7:06.90 | Q          |
| 2     | 5       | Хавьер Инсфран | Парагвай | 7:08.29 | Q          |
| 3     | 2       | Мохамед Тайеб  | Тунис    | 7:11.57 | E/F        |
| 4     | 4       | Стивен Кокс    | Зимбабве | 7:22.45 | E/F        |
| 5     | 1       | Андре Матьяш   | Ангола   | 8:01.98 | E/F        |

#### Утешительный заезд 2
| Место | Дорожка | Спортсмен             | Страна    | Время   | Примечание |
| ----- | ------- | --------------------- | --------- | ------- | ---------- |
| 1     | 4       | Кантен Антоньелли     | Монако    | 7:10.00 | Q          |
| 2     | 2       | Балрадж Панвар        | Индия     | 7:12.41 | Q          |
| 3     | 3       | Мемо                  | Индонезия | 7:19.60 | E/F        |
| 4     | 1       | Преманут Ваттананусит | Таиланд   | 7:29.89 | E/F        |
| 5     | 5       | Мохаменд Букрах       | Ливия     | 7:45.55 | E/F        |

#### Утешительный заезд 3
| Место | Дорожка | Спортсмен         | Страна    | Время   | Примечание |
| ----- | ------- | ----------------- | --------- | ------- | ---------- |
| 1     | 4       | Сид Али Будина    | Алжир     | 7:10.23 | Q          |
| 2     | 3       | Чиу Хин Чун       | Гонконг   | 7:12.94 | Q          |
| 3     | 5       | Дара Ализаде      | Бермуды   | 7:17.05 | E/F        |
| 4     | 2       | Владислав Яковлев | Казахстан | 7:21.12 | E/F        |
| 5     | 1       | Абдалла Ахмед     | Судан     | 7:55.79 | E/F        |

### Четвертьфиналы
Три лучших участника из каждого заезда выходят в полуфиналы A/B, остальные проходят в полуфиналы C/D.

#### Четвертьфинал 1
| Место | Дорожка | Спортсмен         | Страна         | Время   | Примечание |
| ----- | ------- | ----------------- | -------------- | ------- | ---------- |
| 1     | 3       | Том Макинтош      | Новая Зеландия | 6:48.01 | QAB        |
| 2     | 4       | Сверри Нильсен    | Дания          | 6:49.69 | QAB        |
| 3     | 2       | Бруно Сетраро     | Уругвай        | 6:51.43 | QAB        |
| 4     | 5       | Лукас Вертейн     | Бразилия       | 6:55.36 | QCD        |
| 5     | 1       | Кантен Антоньелли | Монако         | 6:58.89 | QCD        |
| 6     | 6       | Чиу Хин Чун       | Гонконг        | 7:13.70 | QCD        |

#### Четвертьфинал 2
| Место | Дорожка | Спортсмен      | Страна   | Время   | Примечание |
| ----- | ------- | -------------- | -------- | ------- | ---------- |
| 1     | 3       | Оливер Цайдлер | Германия | 6:45:32 | QAB        |
| 2     | 5       | Тим Брис       | Бельгия  | 6:46:26 | QAB        |
| 3     | 4       | Михай Кирута   | Румыния  | 6:46:32 | QAB        |
| 4     | 2       | Джейкоб Плихал | США      | 6:47:03 | QCD        |
| 5     | 1       | Сид Али Будина | Алжир    | 7:06:31 | QCD        |
| 6     | 6       | Хавьер Инсфран | Парагвай | 7:31:50 | QCD        |

#### Четвертьфинал 3
| Место | Дорожка | Спортсмен                  | Страна     | Время   | Примечание |
| ----- | ------- | -------------------------- | ---------- | ------- | ---------- |
| 1     | 3       | Симон ван Дорп             | Нидерланды | 6:49:96 | QAB        |
| 2     | 4       | Дамир Мартин               | Хорватия   | 6:53:55 | QAB        |
| 3     | 2       | Стефанос Дускос            | Греция     | 6:56:68 | QAB        |
| 4     | 5       | Бендегуз Петервари-Мольнар | Венгрия    | 7:05:04 | QCD        |
| 5     | 6       | Исак Жвегель               | Словения   | 7:06:42 | QCD        |
| 6     | 1       | Рейди Кардона              | Куба       | 7:10:40 | QCD        |

#### Четвертьфинал 4
| Место | Дорожка | Спортсмен             | Страна                                | Время   | Примечание |
| ----- | ------- | --------------------- | ------------------------------------- | ------- | ---------- |
| 1     | 3       | Евгений Золотой       | Индивидуальные нейтральные спортсмены | 6:49.27 | QAB        |
| 2     | 5       | Гедрюс Беляускас      | Литва                                 | 6:51.80 | QAB        |
| 3     | 4       | Рюта Аракава          | Япония                                | 6:54.17 | QAB        |
| 4     | 2       | Кристиан Василев      | Болгария                              | 6:58.67 | QCD        |
| 5     | 6       | Балрадж Панвар        | Индия                                 | 7:05.10 | QCD        |
| 6     | 1       | Абдельхалек эль-Банна | Египет                                | 7:18.59 | QCD        |

### Полуфиналы
Три лучших участника из каждого заезда полуфиналов A/D выходят в лучший из возможных финалов (A или C), три худших – в худшие финалы (B или D). В полуфиналах E/F в финал E выходят трое лучших, остальные – в финал F.

#### Полуфинал A/B 1
| Место | Дорожка | Спортсмен        | Страна         | Время   | Примечание |
| ----- | ------- | ---------------- | -------------- | ------- | ---------- |
| 1     | 4       | Симон ван Дорп   | Нидерланды     | 6:42.39 | FA         |
| 2     | 3       | Том Макинтош     | Новая Зеландия | 6:44.49 | FA         |
| 3     | 2       | Тим Брис         | Бельгия        | 6:45.32 | FA         |
| 4     | 6       | Рюта Аракава     | Япония         | 6:51.13 | FB         |
| 5     | 1       | Бруно Сетраро    | Уругвай        | 7:08.29 | FB         |
| 6     | 5       | Гедрюс Беляускас | Литва          | 7:09.29 | FB         |

#### Полуфинал A/B 2
| Место | Дорожка | Спортсмен       | Страна                                | Время   | Примечание |
| ----- | ------- | --------------- | ------------------------------------- | ------- | ---------- |
| 1     | 4       | Оливер Цайдлер  | Германия                              | 6:35.77 | FA         |
| 2     | 3       | Евгений Золотой | Индивидуальные нейтральные спортсмены | 6:39.01 | FA         |
| 3     | 1       | Стефанос Дускос | Греция                                | 6:40.78 | FA         |
| 4     | 5       | Сверри Нильсен  | Дания                                 | 6:43.95 | FB         |
| 5     | 6       | Михай Кирута    | Румыния                               | 6:52.95 | FB         |
| 6     | 2       | Дамир Мартин    | Хорватия                              | 6:58.23 | FB         |

#### Полуфинал C/D 1
| Место | Дорожка | Спортсмен                  | Страна   | Время   | Примечание |
| ----- | ------- | -------------------------- | -------- | ------- | ---------- |
| 1     | 4       | Лукас Вертейн              | Бразилия | 6:55.07 | FC         |
| 2     | 3       | Бендегуз Петервари-Мольнар | Венгрия  | 6:56.92 | FC         |
| 3     | 5       | Сид Али Будина             | Алжир    | 6:57.06 | FC         |
| 4     | 6       | Абдельхалек эль-Банна      | Египет   | 7:02.76 | FD         |
| 5     | 1       | Чиу Хин Чун                | Гонконг  | 7:03.68 | FD         |
| 6     | 2       | Балрадж Панвар             | Индия    | 7:04.97 | FD         |

#### Полуфинал C/D 2
| Место | Дорожка | Спортсмен         | Страна   | Время   | Примечание |
| ----- | ------- | ----------------- | -------- | ------- | ---------- |
| 1     | 3       | Джейкоб Плихал    | США      | 6:56.95 | FC         |
| 2     | 4       | Кристиан Василев  | Болгария | 6:57.75 | FC         |
| 3     | 6       | Хавьер Инсфран    | Парагвай | 7:00.93 | FC         |
| 4     | 5       | Исак Жвегель      | Словения | 7:09.41 | FD         |
| 5     | 2       | Кантен Антоньелли | Монако   | 7:14.32 | FD         |
| 6     | 1       | Рейди Кардона     | Куба     | 7:15.63 | FD         |

#### Полуфинал E/F 1
| Место | Дорожка | Спортсмен         | Страна    | Время   | Примечание |
| ----- | ------- | ----------------- | --------- | ------- | ---------- |
| 1     | 4       | Владислав Яковлев | Казахстан | 7:26.20 | FE         |
| 2     | 2       | Мохамед Тайеб     | Тунис     | 7:29.64 | FE         |
| 3     | 3       | Мемо              | Индонезия | 7:32.18 | FE         |
| 4     | 1       | Андре Матьяш      | Ангола    | 8:01.63 | FF         |

#### Полуфинал E/F 2
| Место | Дорожка | Спортсмен             | Страна   | Время   | Примечание |
| ----- | ------- | --------------------- | -------- | ------- | ---------- |
| 1     | 3       | Дара Ализаде          | Бермуды  | 7:33.38 | FE         |
| 2     | 4       | Стивен Кокс           | Зимбабве | 7:36.59 | FE         |
| 3     | 2       | Преманут Ваттананусит | Таиланд  | 7:48.78 | FE         |
| 4     | 5       | Мохаменд Букрах       | Ливия    | 8:00.42 | FF         |
| 5     | 1       | Абдалла Ахмед         | Судан    | 8:10.68 | FF         |

### Финалы

#### Финал F
| Место | Дорожка | Спортсмен       | Страна | Время   |
| ----- | ------- | --------------- | ------ | ------- |
| 31    | 2       | Мохаменд Букрах | Ливия  | 7:28.90 |
| 32    | 1       | Андре Матьяш    | Ангола | 7:30.43 |
| 33    | 3       | Абдалла Ахмед   | Судан  | 7:38.51 |

#### Финал E
| Место | Дорожка | Спортсмен             | Страна    | Время   |
| ----- | ------- | --------------------- | --------- | ------- |
| 25    | 4       | Владислав Яковлев     | Казахстан | 6:59.43 |
| 26    | 2       | Мохамед Тайеб         | Тунис     | 7:00.31 |
| 27    | 1       | Мемо                  | Индонезия | 7:02.23 |
| 28    | 3       | Дара Ализаде          | Бермуды   | 7:03.12 |
| 29    | 5       | Стивен Кокс           | Зимбабве  | 7:09.34 |
| 30    | 6       | Преманут Ваттананусит | Таиланд   | 7:18.58 |

#### Финал D
| Место | Дорожка | Спортсмен             | Страна   | Время   |
| ----- | ------- | --------------------- | -------- | ------- |
| 19    | 5       | Кантен Антоньелли     | Монако   | 6:54.93 |
| 20    | 2       | Чиу Хин Чун           | Гонконг  | 6:56.65 |
| 21    | 4       | Абдельхалек эль-Банна | Египет   | 6:58.44 |
| 22    | 3       | Исак Жвегель          | Словения | 6:59.46 |
| 23    | 1       | Балрадж Панвар        | Индия    | 7:02.37 |
| 24    | 6       | Рейди Кардона         | Куба     | 7:03.23 |

#### Финал C
| Место | Дорожка | Спортсмен                  | Страна   | Время   |
| ----- | ------- | -------------------------- | -------- | ------- |
| 13    | 4       | Джейкоб Плихал             | США      | 6:41.97 |
| 14    | 5       | Кристиан Василев           | Болгария | 6:44.61 |
| 15    | 3       | Лукас Вертейн              | Бразилия | 6:47.37 |
| 16    | 2       | Бендегуз Петервари-Мольнар | Венгрия  | 6:47.81 |
| 17    | 6       | Хавьер Инсфран             | Парагвай | 6:50.48 |
| 18    | 1       | Сид Али Будина             | Алжир    | 6:51.99 |

#### Финал B
| Место | Дорожка | Спортсмен        | Страна   | Время   |
| ----- | ------- | ---------------- | -------- | ------- |
| 7     | 2       | Михай Кирута     | Румыния  | 6:44.83 |
| 8     | 4       | Сверри Нильсен   | Дания    | 6:44.83 |
| 9     | 3       | Рюта Аракава     | Япония   | 6:47.02 |
| 10    | 6       | Гедрюс Беляускас | Литва    | 6:56.39 |
| 11    | 1       | Дамир Мартин     | Хорватия | 6:57.77 |
| 12    | 5       | Бруно Сетраро    | Уругвай  | 7:22.71 |

#### Финал A
| Место | Дорожка | Спортсмен       | Страна                                | Время   |
| ----- | ------- | --------------- | ------------------------------------- | ------- |
| 1     | 3       | Оливер Цайдлер  | Германия                              | 6:37.57 |
| 2     | 2       | Евгений Золотой | Индивидуальные нейтральные спортсмены | 6:42.96 |
| 3     | 4       | Симон ван Дорп  | Нидерланды                            | 6:44.72 |
| 4     | 6       | Тим Брис        | Бельгия                               | 6:48.44 |
| 5     | 5       | Том Макинтош    | Новая Зеландия                        | 6:49.62 |
| 6     | 1       | Стефанос Дускос | Греция                                | 7:02.05 |